# Porcijunkulovo
Porcijunkulovo je najznačajnija turistička manifestacija u Međimurju. Čakovec krajem srpnja i početkom kolovoza pohodi oko 200,000 posjetitelja. Osnova manifestacije je očuvanje baštine Međimurja, a uz različite programe tu se redovito održava i godišnja izložba oldtimera na središnjem gradskome trgu. Održava se od 1964. godine.
Prvobitno zamišljena kao “Sajam tradicijskih zanata” vezan uz crkveni blagdan „Gospe od anđela – Porcijunkulovo“ (2. kolovoza), manifestacija se svake godine tematski i obujmom širila da bi stekla status najveće turističke manifestacije u Međimurskoj županiji. Uz tradicionalno proštenje održavaju se: dramske predstave, koncerti pop-rock glazbe na više pozornica, izložbe, ulični performansi, edukacijske radionice koje doprinose većoj kulturnoj osviještenosti djece i mladeži, te religijski obredi na nekoliko jezika. Na Porcijunkulovu sudjeluju mnoge udruge, umjetnici i ulični svirači. Održavaju se razne radionice, prezentacije starih zanata, promocije domaćih OPG-ova, aktivnosti za djecu, koncerti ali i drugi sadržaji.
Na blagdan Gospe od Anđela, franjevci se spominju obraćenja sv. Franje, koje se dogodilo godine 1208. u Porcijunkuli kod Asiza u Italiji.

## Galerija
- Sv. misa na Porcijunkulovo
- Ukrasna klupa s natpisom Porcijunkulovo
- Nastup folklornog društva
- Štand s pletenim košarama